# Bonnets (Suède)
Cet article possède un paronyme, voir Bonnet.
Les Bonnets (suédois : mössorna) étaient une faction politique pendant l'ère de la liberté (1719-1772) en Suède. Les principaux rivaux des Bonnets étaient connus sous le nom de Chapeaux. Les Chapeaux sont en fait responsables du nom des Bonnets, car il provient d'une contraction de "Bonne de nuit", un nom utilisé pour suggérer que les Bonnets étaient un parti timoré, notamment en matière de politique étrangère.

## Histoire
Le principal représentant de l'ère de la liberté et chef de gouvernement de facto et chef des Casquettes de 1719 à 1738, est le président de la chancellerie, le comte Arvid Horn,. Horn renverse la politique traditionnelle de la Suède en maintenant le royaume de France à distance et en se rapprochant de la Russie. Ainsi, à la Grande guerre du Nord succède une paix de vingt ans, pendant laquelle la Suède se remet rapidement de ses blessures et commence à les oublier.
Le Riksdag de 1738 marque un tournant dans l'histoire suédoise, puisque les Chapeaux prennent le pouvoir alors qu'Arvid Horn, qui a joué un rôle de premier plan pendant trente-trois ans, doit se retirer. Pendant les vingt-cinq années qui suivent, les Chapeaux dominent le gouvernement, avec des résultats désastreux, le pays se lançant dans deux guerres coûteuses et malavisées, la Guerre russo-suédoise de 1741-1743 et la Guerre de Sept Ans.
Lors de la réunion du Riksdag en 1765, les Bonnets reviennent au gouvernement et frappent aussitôt le point faible de leurs opposants en ordonnant une enquête sur le budget. On découvre rapidement que tout le système financier des Chapeaux repose que leur période au gouvernement s'est soldée par un énorme accroissement de la dette nationale et une dépréciation de la circulation des billets à un tiers de leur valeur nominale. Cette révélation conduit à un plan d'économie mis en œuvre avec une rigueur drastique. Les Bonnets réussissent à réduire la dette nationale et à établir une sorte d'équilibre entre les recettes et les dépenses. Ils introduisent également plusieurs réformes, dont la liberté de la presse en 1766. Mais leur acte politique le plus important a été d'associer définitivement leur sort à celui de l'Empire russe, afin de contrebalancer l'influence de la France.
Les Chapeaux reviennent brièvement au pouvoir dans le Riksdag de 1769, mais sont bientôt à nouveau battus par les Bonnets. Sur fond d'attaque russe, le roi Gustave III réalise un coup d'État en 1772 et s'oriente vers une monarchie absolue. Les Chapeaux et les Bonnets disparaissent alors de la vie politique.